# 17 januari
17 januari is de 17de dag van het jaar in de gregoriaanse kalender. Hierna volgen nog 348 dagen (349 dagen in een schrikkeljaar) tot het einde van het jaar.

## Gebeurtenissen
- Algemeen
  - 395 - Met de dood van Theodosius I valt het Romeinse Rijk definitief uiteen in een oostelijk en westelijk keizerrijk.
  - 1370 - Adolf I van Nassau-Wiesbaden-Idstein wordt opgevolgd door zijn zoons Gerlach II en Walram IV.
  - 1472 - João de Santarém bereikt als eerste Sao Antao, het huidige Principe.
  - 1685 - Johannes Diodato krijgt als eerste een keizerlijk privilege voor het openlijk schenken van koffie en opent het eerste Weense koffiehuis.
  - 1773 - James Cook bereikt als eerste de Zuidpoolcirkel.
  - 1912 - De Brit Robert Falcon Scott bereikt de Zuidpool, meer dan een maand na zijn rivaal Roald Amundsen.
  - 1950 - Resolutie 79 Veiligheidsraad Verenigde Naties wordt aangenomen.
  - 1977 - Gary Gilmore wordt in Utah voor roofmoord door een executiepeloton doodgeschoten. Het is de eerste executie in de VS in tien jaar.
  - 1995 - Kobe wordt getroffen door een zware aardbeving met een kracht van 7,2 op de schaal van Richter. De stad wordt voor een groot deel verwoest. Er vallen 6433 doden.
  - 2002 - Grote delen van de Zaïrese stad Goma worden in de as gelegd door een uitbarsting van de vulkaan Nyiragongo. Hierbij komen zeker 45 mensen om het leven en worden 14.000 huizen verwoest.
  - 2016 - Bij een aanslag door de islamitische terreurgroep Aqim komen 28 mensen om het leven in Ouagadougou, de hoofdstad van Burkina Faso. Onder de slachtoffers is ook een 67-jarige Nederlander, die werkte voor PUM, een vrijwilligersorganisatie van gepensioneerden.
  - 2024 - Door een explosie in een vuurwerkfabriek in de provincie Suphanburi in Thailand vallen zeker 22 doden. Door de kracht van de explosie is puin tot 100 meter ver weggeslingerd.[1][2]
  - 2024 - In Portland (Oregon, Verenigde Staten) komen drie mensen om doordat tijdens een winterstorm een stroomkabel op een auto valt. Een ooggetuige ziet kans een baby te redden.[3][4]
- Gezondheid
  - 1915 - In Amsterdam wordt het Antoni van Leeuwenhoek Ziekenhuis gesticht, ten behoeve van kankerpatiënten.
- Kunst en cultuur
  - 1773 - Het motet Exultate, jubilate van Wolfgang Amadeus Mozart wordt in Milaan voor het eerst opgevoerd, door de castraat Rauzzini.
  - 1929 - Popeye, door Elzie Segar voor King Features Syndicate ontworpen, verschijnt (als bijfiguur) voor het eerst in de New York Journal.
  - 1963 - Robert Filliou roept 17 januari uit tot Art's Birthday, een jaarlijks terug te keren hommage aan de Kunst.
- Media
  - 1990 - John Jansen van Galen bevestigt zijn aanstaande vertrek als hoofdredacteur van het weekblad Haagse Post.
  - 2024 - De Marconi Oeuvre Award is dit jaar toegekend aan Ghislaine Plag. Plag die de radioprogramma's Spraakmakers, Stand.nl en Casa Luna presenteerde "is als geen ander in staat om écht contact te hebben met die onmisbare luisteraar", aldus het oordeel van de jury. De winnaars van andere Marconi Awards worden bekendgemaakt tijdens het jaarlijkse RadioGala.[5]
- Oorlog
  - 1800 - Een opstand van royalisten in de Vendée, Frankrijk, wordt neergeslagen.
  - 1944 - Met de Slag om Monte Cassino begint een van de langste en bloedigste slagen van de Tweede Wereldoorlog.
  - 1945 - Vanwege het oprukkende Rode Leger ontruimen de Duitsers Auschwitz-Birkenau.
  - 1945 - Het Rode Leger bevrijdt het vrijwel verlaten Warschau.
  - 1948 - Op het Britse schip Renville wordt een wapenstilstandsovereenkomst gesloten tussen Nederland en Indonesië.
  - 1991 - "Operatie Desert Storm" begint.
  - 2016 - In de stad Jalalabad in het oosten van Afghanistan komen minstens veertien mensen om bij een zelfmoordaanslag in de woning van de vooraanstaande politicus Obaidullah Shinwari, een lid van het provinciale bestuur.
- Politiek
  - 1840 - De Republiek van de Rio Grande verklaart zich onafhankelijk van Mexico.
  - 1852 - De Britten erkennen de Boerenstaat Transvaal.
  - 1893 - Een 'veiligheidscomité' o.l.v. Sanford Dole pleegt een staatsgreep en zet koningin Lili'uokalani af: het eerste geval van Amerikaans imperialisme.
  - 1899 - De Verenigde Staten annexeren Wake in de Stille Oceaan.
  - 1917 - De Verenigde Staten kopen de Maagdeneilanden van Denemarken voor $25 miljoen.
  - 1946 - De Veiligheidsraad van de Verenigde Naties komt in Londen voor het eerst bijeen.
  - 1961 - Premier Patrice Lumumba van het voormalige Belgisch Kongo wordt vermoord.
  - 1991 - Harald V volgt zijn overleden vader Olaf V op als koning van Noorwegen.
  - 2012 - Rebellen van de MNLA bezetten Ménaka in het noorden van Mali.
- Religie
  - 1377 - Intocht van Paus Gregorius XI in Rome: vanaf dat moment werd het Vaticaan opnieuw het verblijf en de zetel van de paus.
  - 1562 - Catharina de' Medici garandeert de Franse hugenoten geloofsvrijheid met het Edikt van Saint-Germain-en-Laye.
  - 1566 - Kroning van Paus Pius V in de Vaticaanse basiliek in Rome op zijn 62e verjaardag.
- Sport
  - 2009 - Het Omaans voetbalelftal wint voor de eerste keer in de geschiedenis het regionale toernooi om Golf Cup of Nations.
  - 2013 - Lance Armstrong geeft in een interview met Oprah Winfrey toe dat hij jarenlang doping heeft gebruikt tijdens zijn carrière als wielrenner.
  - 2024 - Voetbalclub AZ ontslaat trainer Pascal Jansen na een aantal tegenvallende resultaten. Maarten Martens die al assistent-trainer bij de Alkmaarse club was neemt de taken van Jansen over.[6]
- Wetenschap en technologie
  - 1786 - De Franse astronoom Pierre Méchain neemt de komeet Encke waar.[7]
  - 1813 - De Brit Humphry Davy ontdekt de lichtboog.
  - 1955 - De USS Nautilus vaart als eerste kernonderzeeër uit.
  - 1985 - Lancering van de 1037e en laatste Aerobee sondeerraket. Doel van de missie: onderzoek aan de Aardse atmosfeer.[8]
  - 1987 - Biologiestudent Olaf Reinicke ziet bij de Comoren als eerste een coelacant in zijn natuurlijke milieu op 198 meter diepte.
  - 2024 - Lancering met een Lange Mars 7 raket van China Aerospace Science Corporation (CASC) vanaf lanceerbasis Wenchang in China van het Tianzhou 7 ruimtevrachtschip dat het Tiangong ruimtestation gaat bevoorraden.[9]

## Geboren

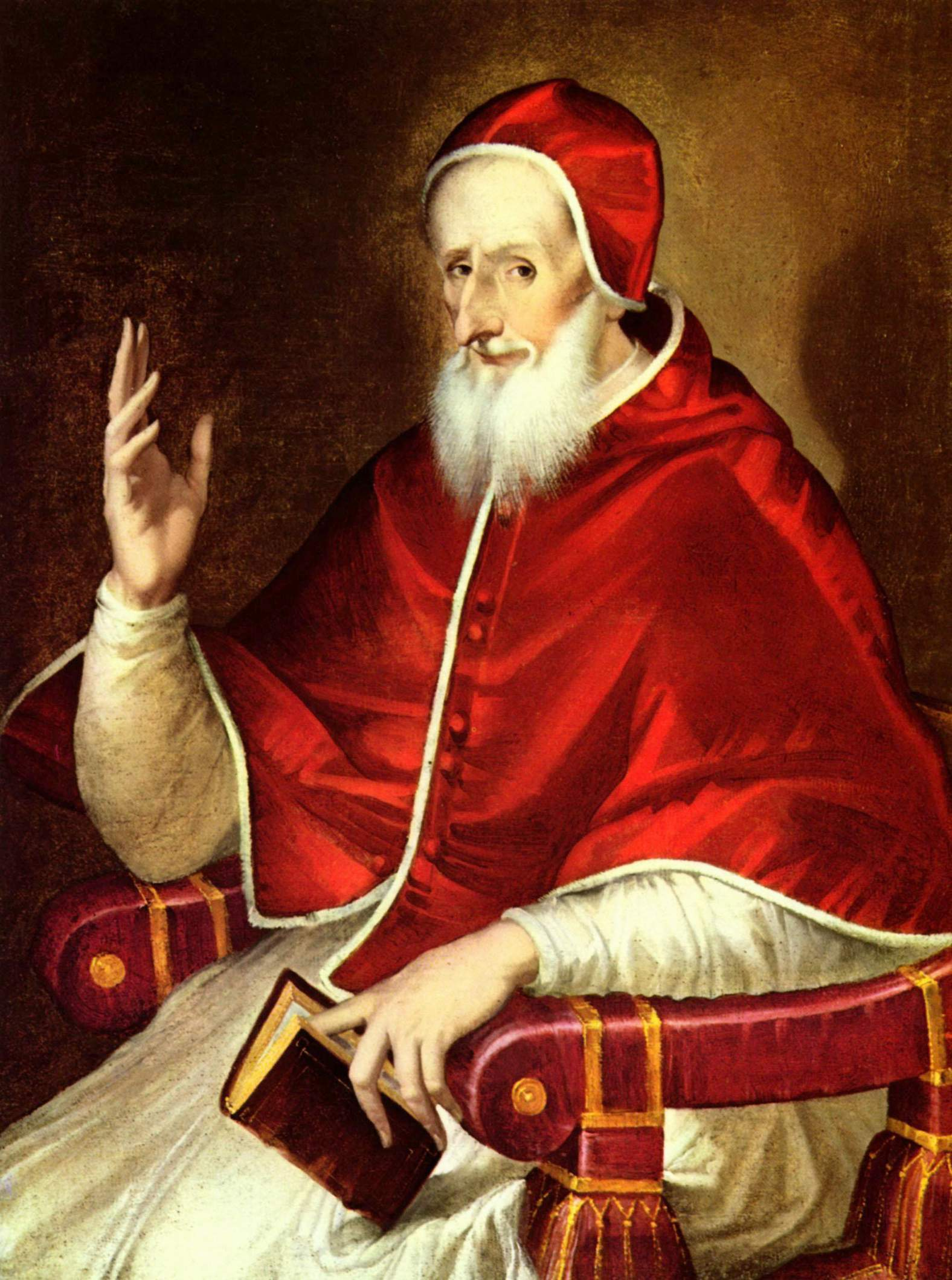
Paus Pius V
geboren in 1504

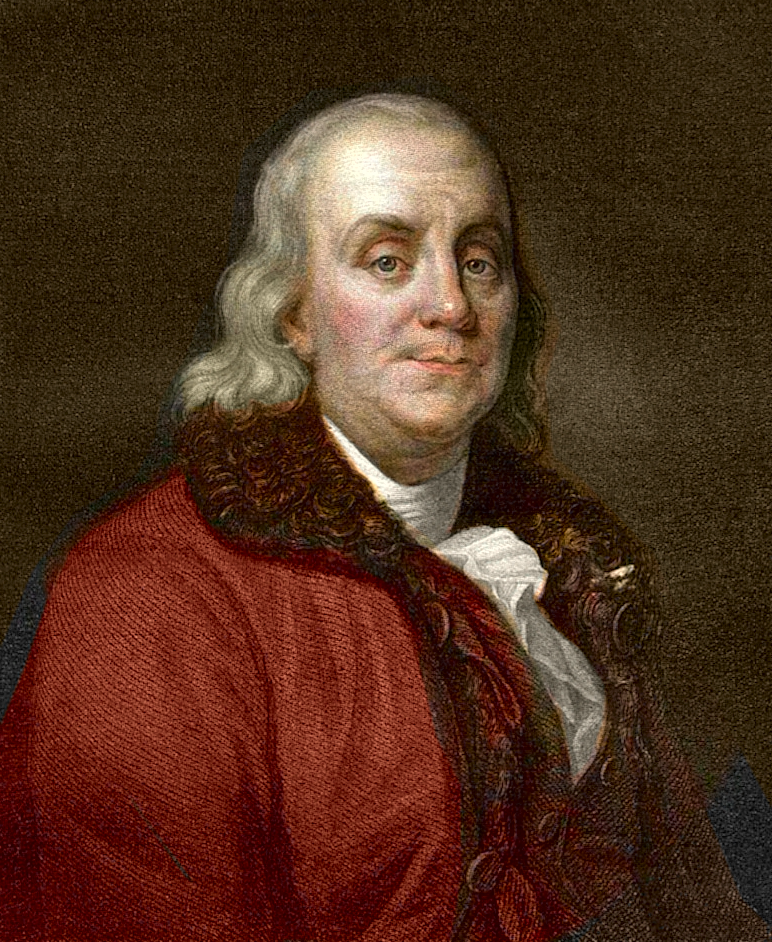
Benjamin Franklin
geboren in 1706

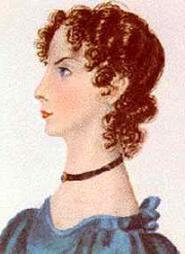
Anne Brontë
geboren in 1820

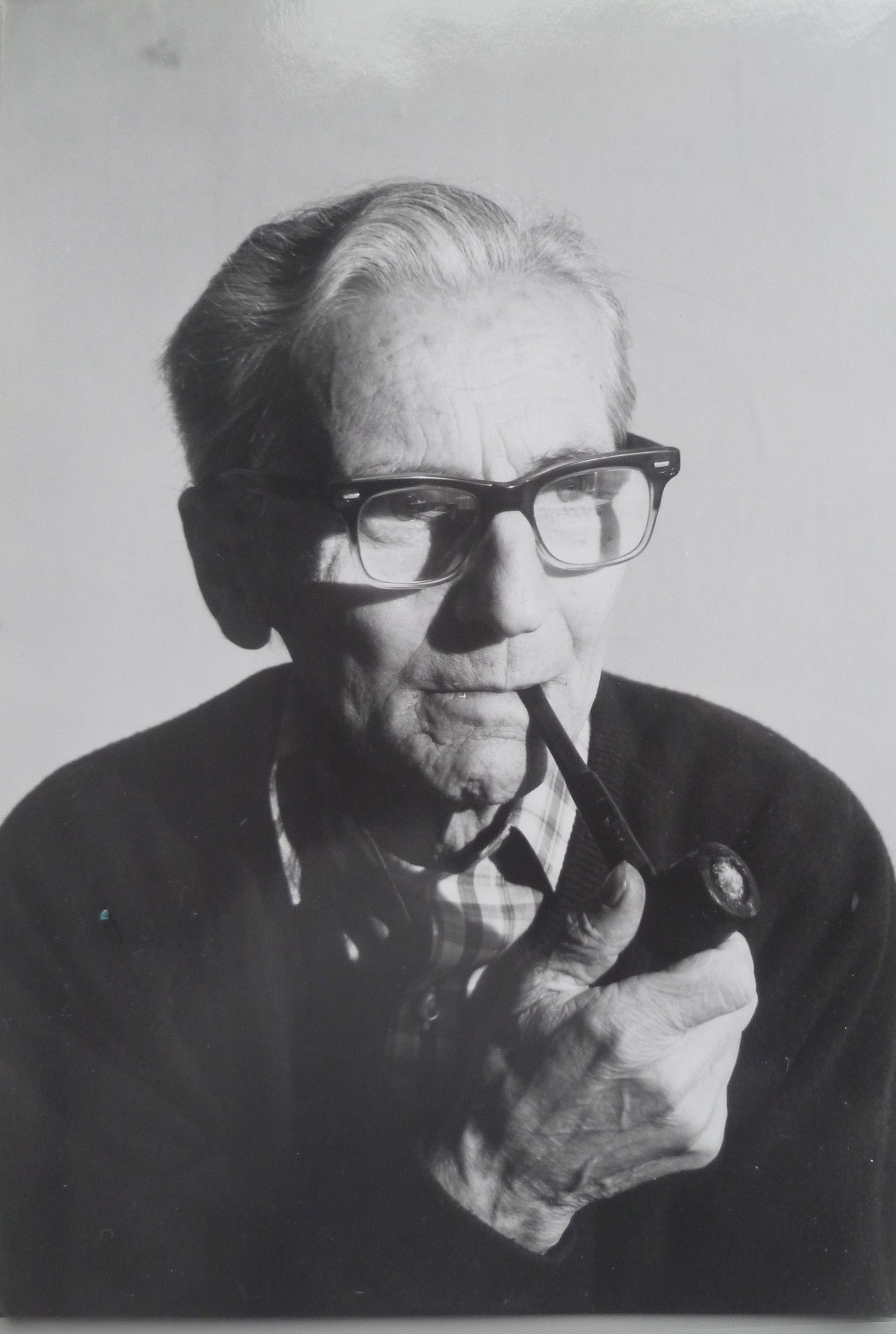
Gustaaf Sorel
geboren in 1905

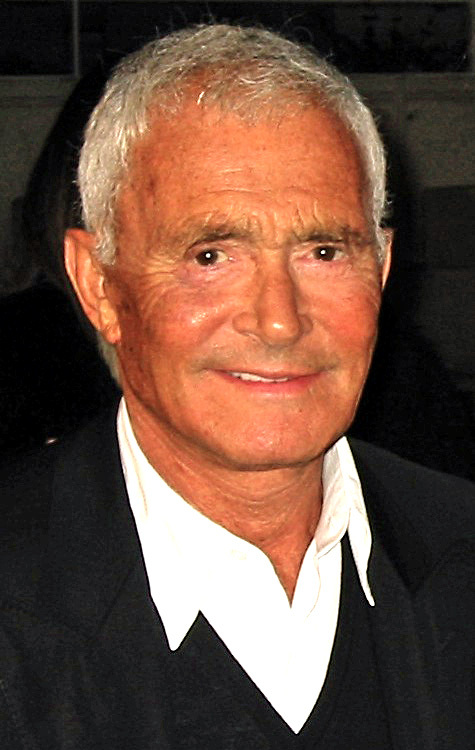
Vidal Sassoon
geboren in 1928

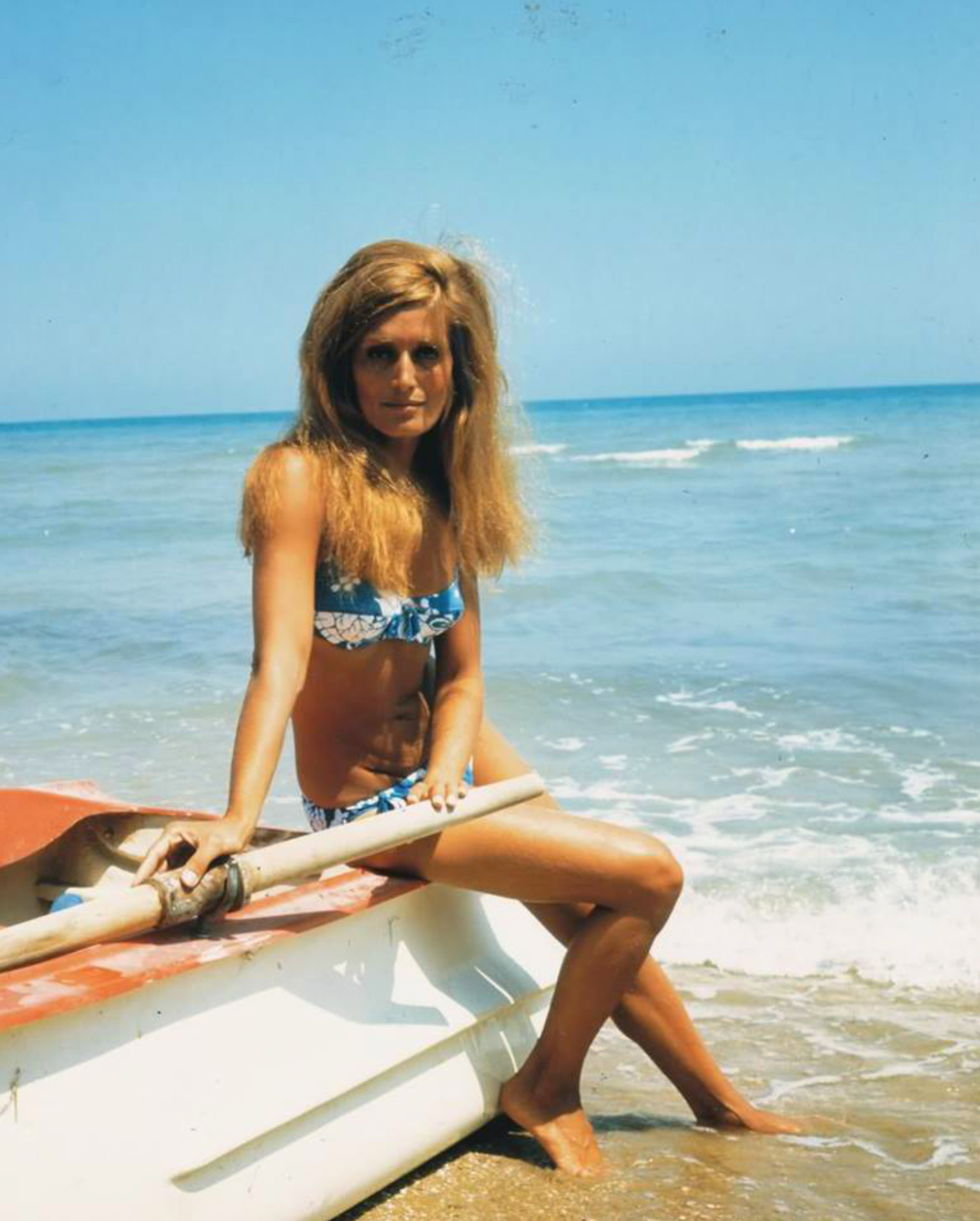
Dalida
geboren in 1933

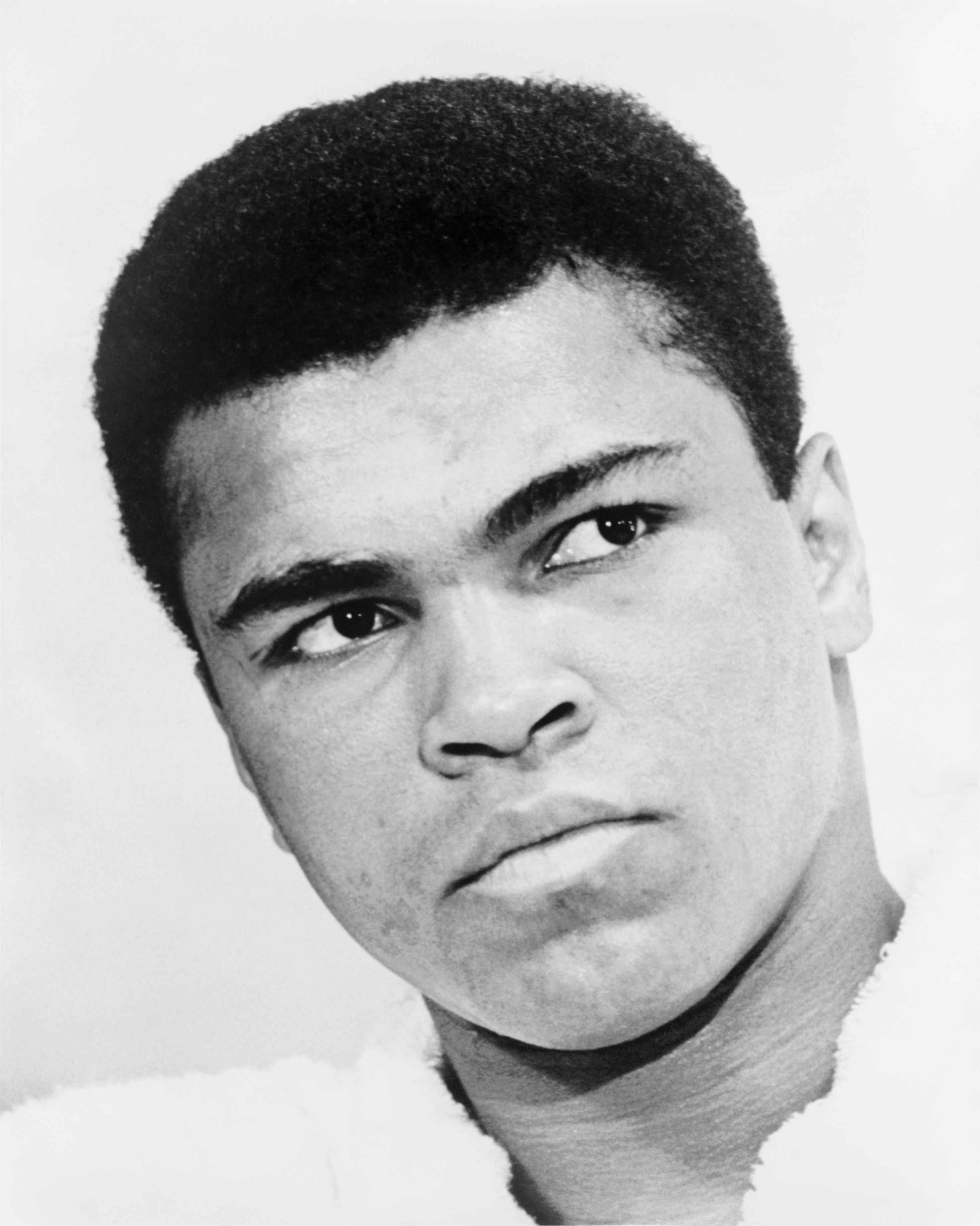
Muhammad Ali
geboren in 1942

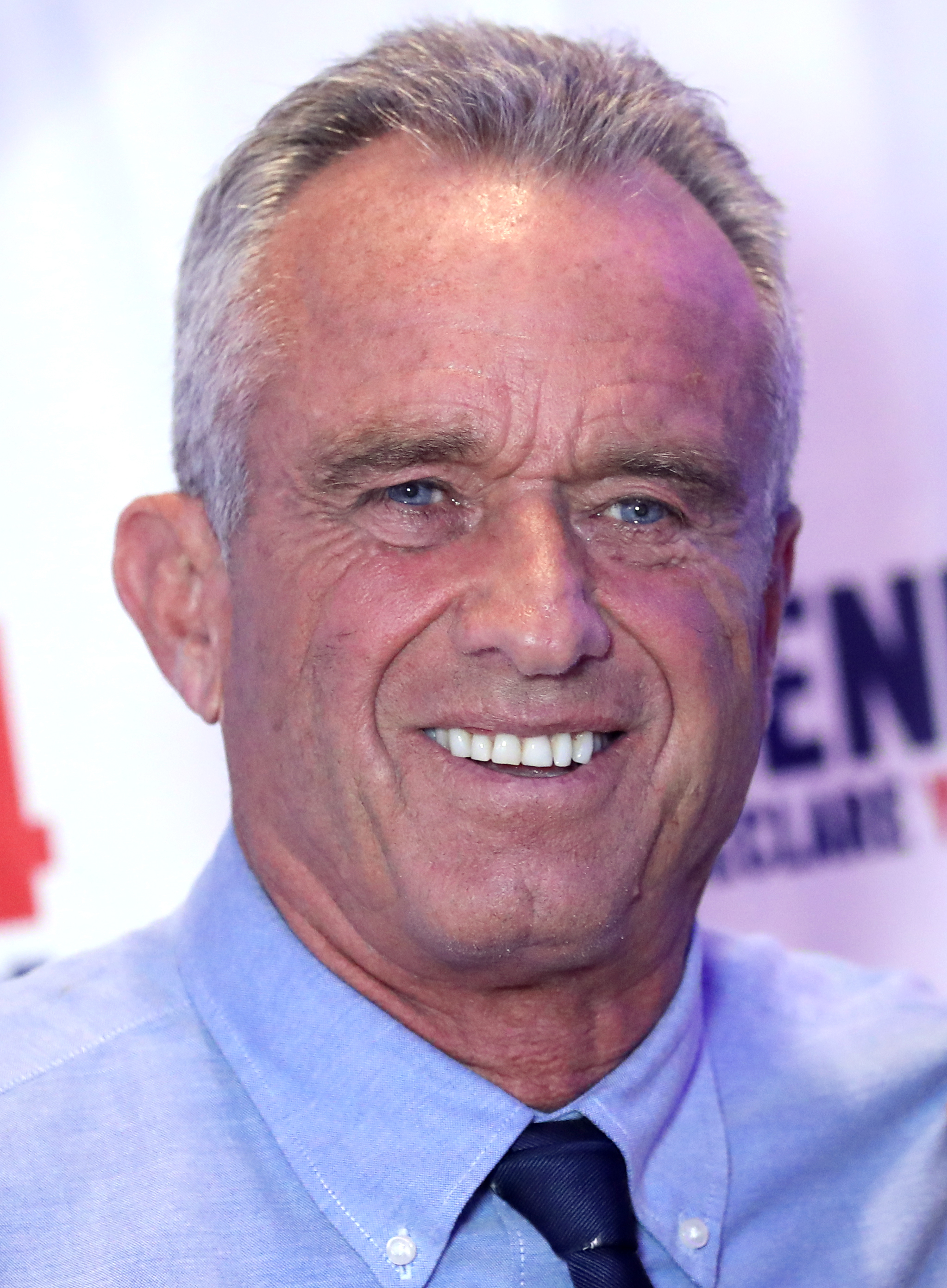
Robert F. Kennedy jr.
geboren in 1954

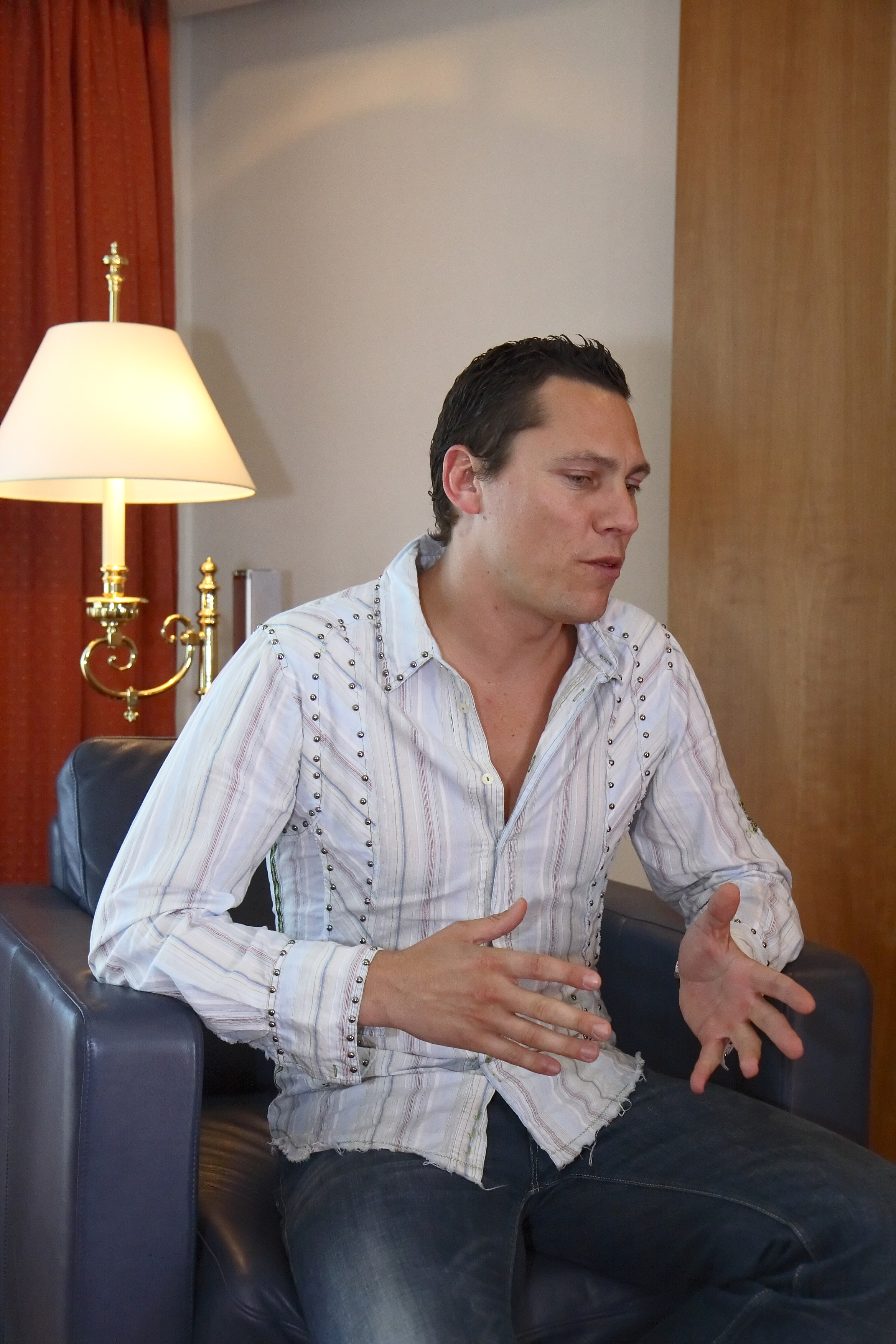
Tiësto
geboren in 1969

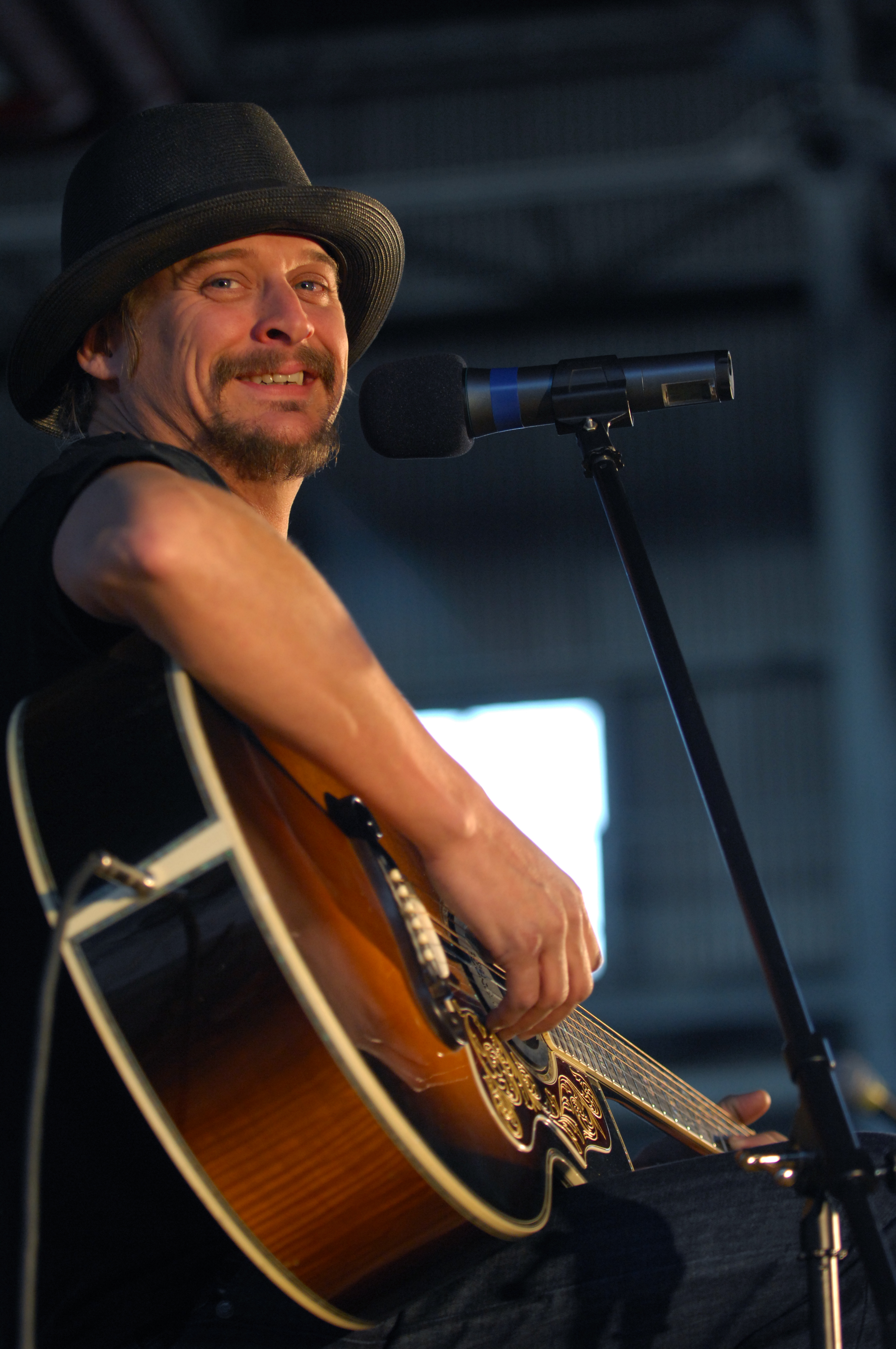
Kid Rock
geboren in 1971

- 1342 - Filips de Stoute, hertog van Bourgondië (overleden 1404)
- 1504 - Antonio Ghislieri, de latere Paus Pius V (overleden 1572)
- 1560 - Gaspard Bauhin, Zweeds botanicus (overleden 1624)
- 1706 - Benjamin Franklin, Amerikaans politicus en wetenschapper (overleden 1790)
- 1709 - George Lyttelton, Engels politicus en schrijver (overleden 1773)
- 1712 - John Stanley, Engels componist en organist (overleden 1786)
- 1734 - François-Joseph Gossec, Belgisch/Frans componist en muziekpedagoog (overleden 1829)
- 1761 - James Hall, Schots geoloog (overleden 1832)
- 1796 - Jacques-Antoine Moerenhout, Belgisch ontdekkingsreiziger, koopman en diplomaat (overleden 1879)
- 1798 - Willem Jan Schuttevaer, oprichter van de Koninklijke Schippersvereniging Schuttevaer (overleden 1881)
- 1814 - Mrs Henry Wood, Engels schrijfster (overleden 1887)
- 1820 - Anne Brontë, Brits schrijfster (overleden 1849)
- 1834 - August Weismann, Duits bioloog, grondlegger van de erfelijkheidsleer (overleden 1914)
- 1835 - Jan Van Droogenbroeck, Belgisch dichter en schrijver (overleden 1902)
- 1838 - Anthony van der Helden, Nederlands landschapsschilder (overleden 1902)
- 1854 - Hendrik Crommelin, Nederlands burgemeester (overleden 1907)
- 1863 - David Lloyd George, Engels politicus (premier 1916-1922) (overleden 1945)
- 1863 - Konstantin Stanislavski, Russisch acteur, regisseur en theatertheoreticus (overleden 1938)
- 1868 - Louis Couturat, Frans filosoof, logicus, wiskundige en linguïst (overleden 1914)
- 1875 - Johannes Hendricus Jurres, Nederlands schilder (overleden 1946)
- 1878 - Oscar Apfel, Amerikaans acteur, regisseur, producent en scenarioschrijver (overleden 1938)
- 1878 - Nap de la Mar, Nederlands acteur en regisseur (overleden 1930)
- 1881 - George Rosenkrans, Amerikaans componist (overleden 1955)
- 1885 - Nikolaus von Falkenhorst, Duits generaal (overleden 1968)
- 1889 - Giuseppe Beltrami, Italiaans nuntius in Nederland en curiekardinaal (overleden 1973)
- 1891 - Jelle Troelstra, Nederlands beeldend kunstenaar (overleden 1979)
- 1892 - Feike de Boer, Nederlands politicus (overleden in 1976)
- 1894 - Nadezhda Stanchova, Bulgaars diplomaat (overleden in 1957)
- 1895 - John Duff, Canadees autocoureur (overleden 1958)
- 1896 - Joseph du Château, Belgisch politicus en burgemeester (overleden 1968)
- 1896 - Leon Devos, Belgisch wielrenner (overleden 1963)
- 1897 - Nils Asther, Zweeds acteur (overleden 1981)
- 1899 - Al Capone, Amerika's bekendste Chicago-gangster (overleden 1947)
- 1899 - Roel Houwink, Nederlands literator en psycholoog (overleden 1987)
- 1899 - Nevil Shute, Brits schrijver (overleden 1960)
- 1903 - John Badcock, Brits roeier (overleden 1976)
- 1905 - Gustaaf Sorel, Belgisch kunstschilder en tekenaar (overleden 1981)
- 1905 - Guillermo Stábile, Argentijns voetballer en voetbaltrainer (overleden 1966)
- 1907 - Henk Badings, Nederlands componist (overleden 1987)
- 1909 - Piet van Reenen, Nederlands voetballer (overleden 1969)
- 1912 - Friedrich Donenfeld, Oostenrijks voetballer en voetbaltrainer (overleden 1976)
- 1913 - Werenfried van Straaten, Nederlands norbertijn (overleden 2003)
- 1914 - Théo Lefèvre, Belgisch politicus (overleden 1973)
- 1915 - Jan Baas, Nederlands honkballer (overleden 2001)
- 1922 - Luis Echeverría, Mexicaans politicus; president 1970-1976 (overleden 2022)
- 1922 - Betty White, Amerikaans actrice (overleden 2021)
- 1924 - Rik De Saedeleer, Belgisch voetballer en sportverslaggever (overleden 2013)
- 1924 - John Riseley-Prichard, Brits autocoureur (overleden 1993)
- 1925 - Simon Levie, Nederlands kunsthistoricus (overleden 2016)
- 1926 - Aart Geurtsen, Nederlands politicus (overleden 2005)
- 1926 - Nel van Vliet, Nederlands zwemster (overleden 2006)
- 1927 - Eartha Kitt, Amerikaans zangeres, danseres en actrice (overleden 2008)
- 1928 - Vidal Sassoon, Brits haarstylist (overleden 2012)
- 1929 - Louis Carlen, Zwitsers notaris, advocaat, politicus en hoogleraar (overleden 2022)
- 1929 - Rob Hajer, Nederlands vormingswerker, wetenschapper en bestuurder (overleden 2021)
- 1930 - Luki Botha, Zuid-Afrikaans autocoureur (overleden 2006)
- 1930 - Monica Furlong, Brits kinderboekenschrijfster (overleden 2003)
- 1930 - Simone Saenen, Belgisch atlete (overleden 1970)
- 1931 - James Earl Jones, Amerikaans acteur (overleden 2024)
- 1933 - Dalida, Egyptisch-Frans zangeres en actrice (overleden 1987)
- 1934 - Franz Bernhard, Duits beeldhouwer (overleden 2013)
- 1934 - Marilyn Horne, Amerikaans operazangeres/mezzosopraan
- 1934 - Sydney Schanberg, Amerikaans journalist (overleden 2016)
- 1934 - Cedar Walton, Amerikaans jazzpianist (overleden 2013)
- 1935 - John Henry Osmeña, Filipijns politicus (overleden 2021)
- 1935 - Boris Stenin, Russisch langebaanschaatser, schaatscoach en wetenschapper (overleden 2001)
- 1940 - Fred Hill, Brits voetballer (overleden 2021)
- 1940 - Kipchoge Keino, Keniaans atleet
- 1940 - Leighton Rees, Welsh darter (overleden 2003)
- 1940 - Tabaré Vázquez, Uruguayaans politicus en president (overleden 2020)
- 1941 - Egbert ter Mors, Nederlands voetballer
- 1942 - Muhammad Ali (Cassius Clay), Amerikaans bokser (overleden 2016)
- 1942 - Renzo Sambo, Italiaans roeier
- 1942 - Karel Van Miert, Belgisch politicus (overleden 2009)
- 1943 - Marike Bok, Nederlands kunstschilderes en tekenares (overleden 2017)
- 1943 - Daniel Brandenstein, Amerikaans ruimtevaarder
- 1943 - Chris Montez, Amerikaans zanger
- 1943 - René Préval, president van Haïti (overleden 2017)
- 1944 - Françoise Hardy, Frans zangeres en actrice (overleden 2024)
- 1945 - Hubert Chantraine, Belgisch politicus
- 1945 - Anne Cutler, Australisch psycholinguïste (overleden 2022)
- 1945 - Ko de Jonge, Nederlands beeldend kunstenaar
- 1945 - Geir Lundestad, Noors historicus (overleden 2023)
- 1945 - Noel Ratcliffe, Australisch golfer (overleden 2024)
- 1946 - Tony Vandeputte, Belgisch ondernemer en bestuurder (overleden 2014)
- 1946 - François Walthéry, Belgisch striptekenaar en scenarist
- 1947 - Jos Ansoms, Belgisch politicus
- 1947 - Hans Otjes, Nederlands acteur
- 1948 - Davíð Oddsson, IJslands politicus
- 1948 - Anne Queffélec, Frans pianiste
- 1949 - Heinz Bigler, Zwitsers voetballer (overleden 2021)
- 1949 - Andy Kaufman, Amerikaans entertainer (overleden 1984)
- 1949 - Dick Nanninga, Nederlands voetballer (overleden 2015)
- 1949 - Mick Taylor, Brits muzikant
- 1949 - Anita Borg, Amerikaans computerwetenschapper (overleden 2003)
- 1950 - Ján Švehlík, Slowaaks voetballer en voetbalcoach
- 1951 - Ans van Gerwen, Nederlands turnster
- 1951 - Jos Heymans, Nederlands journalist (overleden 2023)
- 1952 - Kevin Reynolds, Amerikaans regisseur
- 1952 - Ryuichi Sakamoto, Japans musicus, componist en acteur (overleden 2023)
- 1952 - Michael Sommer, Duits vakbondsbestuurder (overleden 2025)
- 1954 - Pierre Bazzo, Frans wielrenner
- 1954 - Robert F. Kennedy jr., Amerikaans advocaat, politicus en activist
- 1954 - George Ramjiawansingh, Surinaams kunstenaar (overleden 2025)
- 1954 - Roel Sluiter, Nederlands politicus
- 1954 - Dorothee Wong Loi Sing, Surinaams schrijfster en beeldend kunstenares
- 1955 - Hans de Boer, Nederlands bestuurder en werkgeversvoorzitter (overleden 2021)
- 1955 - Johann Koller, Oostenrijks componist, dirigent, organist, trompettist en muziekuitgever (overleden 2021)
- 1955 - Susanne Uhlen, Duits actrice
- 1956 - Paul Young, Brits zanger
- 1957 - Michel Vaarten, Belgisch wielrenner
- 1958 - Georges Bregy, Zwitsers voetballer
- 1959 - Susanna Hoffs, Amerikaans zangeres
- 1959 - Winy Maas, Nederlands (landschaps)architect en stedenbouwkundige
- 1960 - Hendrik Jan Kooijman, Nederlands hockeyer
- 1961 - Adriana Barbu, Roemeens atlete
- 1961 - Steve Bennett, Engels voetbalscheidsrechter
- 1961 - Maia Tsjiboerdanidze, Georgisch schaakster
- 1962 - Jim Carrey, Canadees-Amerikaans acteur
- 1962 - Chris Nietvelt, Belgisch actrice
- 1962 - Denis O'Hare, Amerikaans/Iers acteur
- 1962 - Nanne Tepper, Nederlands schrijver (overleden 2012)
- 1962 - Jan Wegereef, Nederlands voetbalscheidsrechter
- 1963 - Kai Hansen, Duits gitarist en zanger
- 1964 - Michelle Obama, Amerikaans advocate en echtgenote van Barack Obama
- 1964 - Andy Rourke, Brits rockmuzikant (overleden 2023)
- 1964 - Anton Valens, Nederlands kunstschilder en schrijver (overleden 2021)
- 1964 - Chris van der Velde, Nederlands golfer en golfcoach
- 1965 - Sam Dillemans, Belgisch kunstschilder
- 1965 - Patrick Vervoort, Belgisch voetballer
- 1966 - Agnes Hijman, Nederlands atlete
- 1966 - Amy Sherman-Palladino, Amerikaans tv-producente, regisseuse en scenarioschrijfster
- 1968 - Stella de Heij, Nederlands hockeyster
- 1968 - Svetlana Masterkova, Russisch atlete
- 1968 - Ilja Leonard Pfeijffer, Nederlands dichter
- 1969 - Sergio Barbero, Italiaans wielrenner
- 1969 - David Ebershoff, Amerikaans schrijver
- 1969 - Lukas Moodysson, Zweeds filmregisseur
- 1969 - Tiësto, pseudoniem voor Tijs Verwest, Nederlands deejay
- 1969 - Lydia Peeters, Belgisch politica (Open Vld)
- 1970 - Laura Bromet, Nederlands politica
- 1970 - Tom Hautekiet, Belgisch grafisch ontwerper en illustrator (overleden 2020)
- 1970 - James Wattana, Thais snookerspeler
- 1971 - Kid Rock (Robert-James Ritchie), Amerikaans zanger
- 1971 - Sylvie Testud, Frans actrice en schrijfster
- 1973 - Marc Adriani, Nederlands dj en radiojournalist
- 1973 - Cuauhtémoc Blanco, Mexicaans voetballer
- 1973 - Ayco Duyster, Belgisch radiopresentatrice
- 1973 - Juan Manuel Peña, Boliviaans voetballer
- 1974 - Thierry Bernimoulin, Belgisch handballer
- 1974 - Jaakko Kuusisto, Fins componist, dirigent en violist (overleden 2022)
- 1975 - Patrick Zwaanswijk, Nederlands voetballer
- 1976 - Tonique Williams-Darling, Bahamaans atlete
- 1977 - Ali El Khattabi, Nederlands/Marokkaans voetballer
- 1977 - Luca Paolini, Italiaans wielrenner
- 1978 - Andy Marechal, Belgisch schaker
- 1978 - Patrick Suffo, Kameroens voetballer
- 1979 - Oleg Lisogor, Oekraïens zwemmer
- 1979 - Masae Ueno, Japans judoka
- 1980 - Zooey Deschanel, Amerikaans actrice en zangeres
- 1980 - Tara Elders, Nederlands actrice
- 1980 - Grégory Rast, Zwitsers wielrenner
- 1980 - Kylie Wheeler, Australisch atlete
- 1981 - Ray J, Amerikaans singer-songwriter en acteur
- 1981 - Chris Landman, Nederlands darter
- 1981 - Antton Luengo, Spaans wielrenner
- 1981 - Christophe Riblon, Frans wielrenner
- 1982 - Lydia Lassila, Australisch freestyleskiester
- 1982 - Christian Perez, Filipijns darter
- 1982 - Dwyane Wade, Amerikaans basketbalspeler
- 1983 - Mike Mampuya, Belgisch voetballer
- 1984 - Calvin Harris, Schots singer-songwriter
- 1984 - Filip Hološko, Slowaaks voetballer
- 1984 - Zhou Yafei, Chinees zwemster
- 1985 - Anna Alminova, Russisch atlete
- 1985 - Sebastian Langeveld, Nederlands wielrenner
- 1985 - Simone Simons, Nederlands zangeres
- 1986 - Chloe Lattanzi, Amerikaans actrice
- 1986 - Véronique Leysen, Belgisch actrice
- 1987 - Arjan van Dijk, Nederlands voetballer
- 1987 - Rachid Ofrany, Nederlands-Marokkaans voetballer
- 1988 - Héctor Moreno, Mexicaans voetballer
- 1988 - Nick Soolsma, Nederlands voetballer
- 1989 - Daan De Pever, Belgisch voetballer
- 1989 - Kelly Marie Tran, Amerikaans actrice
- 1990 - Giovano Gödeken, Nederlands voetballer
- 1990 - Kaj Ramsteijn, Nederlands voetballer
- 1990 - Brita Sigourney, Amerikaans freestyleskiester
- 1991 - Willa Fitzgerald, Amerikaans actrice
- 1991 - Simon Gougnard, Belgisch hockeyer
- 1991 - Katharina Innerhofer, Oostenrijks biatlete
- 1991 - Tiquinho Soares, Braziliaans-Portugees voetballer
- 1992 - Brecht Dewyspelaere, Belgisch volleyballer (overleden 2023)
- 1992 - Robert Guerain, Nederlands voetballer
- 1992 - Jiang Haiqi, Chinees zwemmer
- 1992 - Miquel Monrás, Spaans autocoureur
- 1993 - Borja Iglesias, Spaans voetballer
- 1993 - Amanda Ilestedt, Zweeds voetbalster
- 1993 - Ádám Lang, Hongaars voetballer
- 1993 - José Sá, Portugees voetballer
- 1994 - Pascal Ackermann, Duits baan- en wegwielrenner
- 1994 - Lucy Boynton, Brits/Amerikaans actrice
- 1994 - Dino Islamović, Montenegrijns-Zweeds voetballer
- 1994 - Erwin Nuytinck, Nederlands voetballer
- 1995 - Santo Condorelli, Canadees zwemmer
- 1995 - Dominique Janssen, Nederlands voetbalster
- 1995 - Sven van de Kerkhof, Nederlands voetballer
- 1995 - Jim van der Zee, Nederlands zanger en gitarist
- 1996 - Klaus Mäkelä, Fins dirigent en cellist
- 1997 - Andreas Hanche-Olsen, Noors voetballer
- 1998 - Natalia Kaczmarek, Pools atlete
- 1998 - Lovro Majer, Kroatisch voetballer
- 1998 - Amos Pieper, Duits voetballer
- 1998 - Jeff Reine-Adélaïde, Frans-Martinikees voetballer
- 1998 - Luca Schuler, Zwitsers freestyleskiër
- 1998 - Anthony Zambrano, Colombiaans atleet
- 2000 - Devlin DeFrancesco, Canadees autocoureur
- 2000 - Ebrar Karakurt, Turks volleybalster
- 2000 - Roy Kuijpers, Nederlands voetballer
- 2001 - Enzo Fernández, Argentijns voetballer
- 2003 - Else Talsma, Nederlands actrice

## Overleden

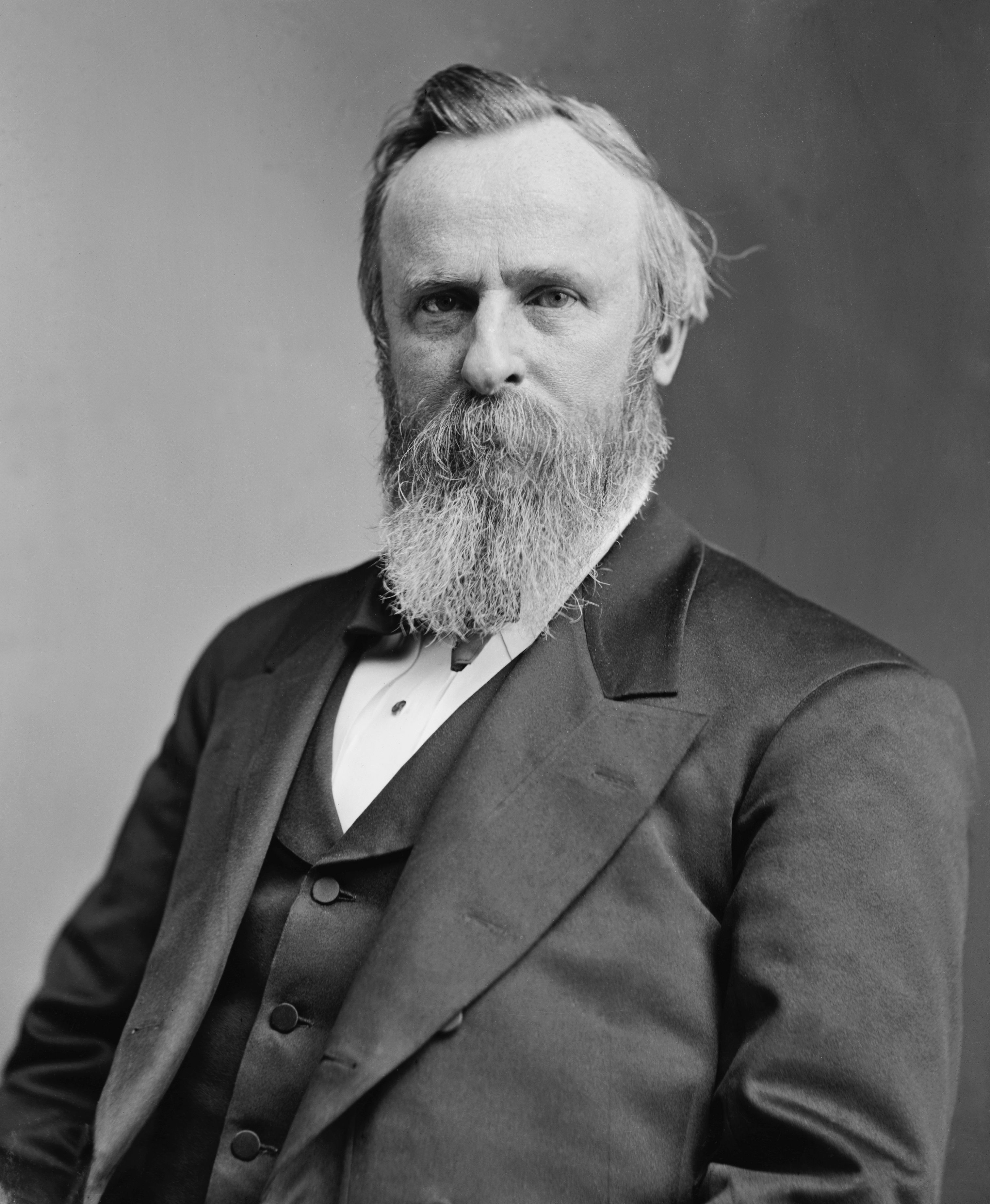
Rutherford Hayes
overleden in 1893

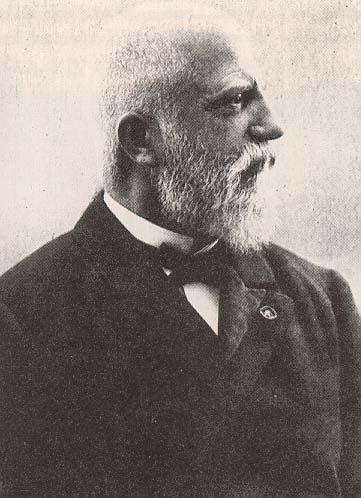
Ferdinand IV van Toscane
overleden in 1908

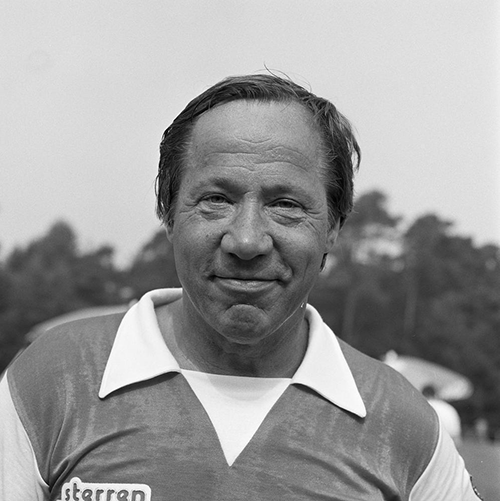
Piet Römer
overleden in 2012

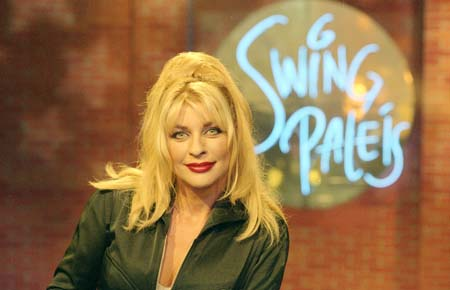
Manuëla Kemp
overleden in 2025

- 356 - heilige Antonius van Egypte (105)
- 395 - Theodosius I (49?), keizer van Rome
- 1370 - Adolf I van Nassau-Wiesbaden-Idstein (62), graaf van Nassau-Wiesbaden-Idstein
- 1456 - Isabella van Lotharingen (~58), regentes van Nassau-Weilburg en Saarbrücken, vertaalster
- 1654 - Paulus Potter (28), Nederlands kunstschilder
- 1705 - John Ray (77), Brits botanicus
- 1738 - Jean-François Dandrieu (55), Frans orgelcomponist
- 1751 - Tomaso Albinoni (79), Italiaans componist en violist
- 1826 - Juan Crisóstomo de Arriaga (19), Spaans componist en violist
- 1874 - Willem Maurits de Brauw (63), Nederlands politicus
- 1891 - Johannes Verhulst (74), Nederlands componist en dirigent
- 1893 - Rutherford Hayes (70), negentiende president van de Verenigde Staten
- 1901 - Jacob Georg Agardh (87), Zweeds botanicus
- 1901 - Paul Hankar (41), Belgisch architect
- 1908 - Ferdinand IV van Toscane (72)
- 1911 - Francis Galton (88), Brits statisticus
- 1916 - Arnold Aletrino (57), Nederlands schrijver en arts
- 1925 - Hendrik Geeraert (61), Belgisch inundatieheld uit 1914
- 1929 - Gottlieb Ringier (91), Zwitsers politicus
- 1931 - Jan Joseph Godfried van Voorst tot Voorst (84), Nederlands militair en politicus
- 1934 - Richard Acke (62), Belgisch architect
- 1938 - William Henry Pickering (79), Amerikaans astronoom
- 1942 - Walter von Reichenau (57), Duits maarschalk
- 1955 - Reneke de Marees van Swinderen (94), Nederlands politicus
- 1961 - Patrice Lumumba (36), Congolees politicus
- 1962 - Gerrit Achterberg (56), Nederlands dichter
- 1962 - Johanna van Buren (80), Nederlands dichteres
- 1964 - T.H. White (57), Engels schrijver
- 1965 - Hans Marchwitza (74), Duits schrijver en dichter
- 1974 - Hans Culeman (46), Nederlands acteur
- 1977 - Stanko Cajnkar (76), Sloveens schrijver en theoloog
- 1977 - Gary Gilmore (37), Amerikaans beroepscrimineel
- 1978 - Antoon Aarts (75), Belgisch priester en schrijver
- 1982 - Henri Bruning (82), Nederlands dichter en essayist
- 1990 - Charles Hernu (66), Frans politicus
- 1991 - Olaf V (87), koning van Noorwegen
- 1992 - Jan Cornelisse (87), Nederlands bokser
- 1997 - Clyde Tombaugh (90), Amerikaans astronoom
- 1998 - Luís Trochillo (67), Braziliaans voetballer bekend als Luizinho
- 2000 - Carl Forberg (88), Amerikaans autocoureur
- 2001 - Johan van der Bruggen (84), Nederlands judoka
- 2001 - Gregory Corso (70), Amerikaans dichter
- 2001 - Norris Turney (79), Amerikaans jazzfluitist en -saxofonist
- 2001 - Robert Vandezande (78), Belgisch politicus
- 2002 - Camilo José Cela (85), Spaans schrijver
- 2002 - Jack Shea (91), Amerikaans schaatser
- 2004 - Noble Willingham (72), Amerikaans acteur
- 2005 - Virginia Mayo (84), Amerikaans filmactrice
- 2005 - Zhao Ziyang (85), Chinees politiek leider
- 2006 - Clarence Ray Allen (76), Amerikaans moordenaar
- 2007 - Art Buchwald (81), Amerikaans columnist
- 2008 - Carlos (64), Frans zanger
- 2008 - Bobby Fischer (64), Amerikaans schaker
- 2008 - Piet van der Weijden (41), Nederlands journalist en publicist
- 2009 - Swier Broekema (88), Nederlands bestuurder
- 2009 - Ray Yoshida (78), Amerikaans kunstenaar
- 2010 - Karel Roskam (78), Nederlands radiocommentator
- 2011 - Jürgen Barth (67), Duits wielrenner
- 2012 - Phil Bosmans (89), Belgisch pater en schrijver
- 2012 - Joseph Noiret (84), Belgisch kunstschilder en dichter
- 2012 - Johnny Otis (90), Amerikaans zanger
- 2012 - Piet Römer (83), Nederlands acteur
- 2013 - Jakob Arjouni (48), Duits schrijver
- 2013 - Claude Black (80), Amerikaans jazzpianist
- 2013 - Julia Burgers-Drost (74), Nederlands familieromanschrijver
- 2013 - Robert Chew (52), Amerikaans acteur
- 2013 - Nic Potter (61), Brits bassist en gitarist
- 2013 - Toon Schuurmans (82), Nederlands bokser
- 2013 - Rolf Wilhelm (85), Duits componist en dirigent
- 2015 - Norbert Dedeckere (66), Belgisch veldrijder
- 2015 - Faten Hamama (83), Egyptisch actrice
- 2016 - Gottfried Honegger (98), Zwitsers schilder, beeldhouwer en graficus
- 2016 - Angus Ross (49), Brits darter
- 2016 - John Taihuttu (61), Nederlands voetballer
- 2017 - Pascal Garray (51), Belgisch striptekenaar
- 2019 - Windsor Davies (88), Brits acteur
- 2020 - Pietro Anastasi (71), Italiaans voetballer
- 2020 - Derek Fowlds (82), Brits acteur
- 2020 - Claudio Roditi (73), Braziliaans jazz-trompettist en bugelist
- 2021 - Sammy Nestico (96), Amerikaans jazzcomponist en -muzikant
- 2022 - Armando Gama (78), Portugees singer-songwriter
- 2022 - Joop Worrell (83), Nederlands politicus
- 2023 - Jay Briscoe (38), Amerikaans professioneel worstelaar
- 2023 - Lucile Randon (118), Frans supereeuwelinge en vanaf 2022 oudste levende mens ter wereld
- 2023 - Cornelius Rogge (90), Nederlands kunstenaar
- 2024 - Shawnacy Barber (29), Canadees atleet
- 2024 - Anthony Gobert (48), Australisch motorcoureur
- 2024 - Bennie Muller (85), Nederlands voetballer
- 2025 - Manuëla Kemp (61), Nederlands zangeres en presentatrice
- 2025 - Denis Law (84), Schots voetballer

## Viering/herdenking
- Rooms-katholieke kalender:

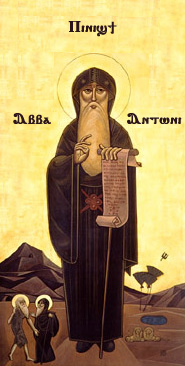
Antonius Abt

  - Heilige Antonius Abt († 356) - Gedachtenis
  - Heiligen Martelaren van Langres: Leonilla (van Langres), Speusippus, Eleusippus en Melapsippus († c. 175)
  - Heilige Roseline (van Villeneuve-les-Avignon) († 1329)
  - Heilige Genulphus († 250 ?)
  - Heilige Sulpitius II de Vrome († 647)
  - Heilige Yolaine van Pleine-Selve († c. 363)
  - Maria Moeder van Hoop te Pontmain (verschijning in 1871)

## Weerextremen

### Nederland
| | Officiële records | Officiële records | Officiële records |      | Landelijke records            | Landelijke records | Landelijke records                                      |
| Gebeurtenis | Jaar              | Extreem           | Locatie           | Jaar | Extreem                       | Locatie            |                                                         |
| --- | ----------------- | ----------------- | ----------------- | ---- | ----------------------------- | ------------------ | ------------------------------------------------------- |
| Laagste etmaalgemiddelde temperatuur (°C) | 1963              | −11,2             | De Bilt           |      | 1966                          | −12,2              | Maastricht                                              |
| Hoogste etmaalgemiddelde temperatuur (°C) | 2007              | 9,5               | De Bilt           |      | 2007                          | 10,4               | Ell                                                     |
| Laagste minimumtemperatuur (°C) | 1963              | −14,6             | De Bilt           |      | 1963                          | −18,7              | Eelde                                                   |
| Hoogste minimumtemperatuur (°C) | 2007              | 7,8               | De Bilt           |      | 2007                          | 8,7                | Ell                                                     |
| Laagste maximumtemperatuur (°C) | 1963              | −7,1              | De Bilt           |      | 1940                          | −9,6               | Maastricht                                              |
| Hoogste maximumtemperatuur (°C) | 1939, 2007        | 11,9              | De Bilt           |      | 1930                          | 13,4               | Maastricht                                              |
| Hoogste uurgemiddelde windsnelheid (m/s) | 1931, 1948        | 17,5              | De Bilt           |      | 1974                          | 24,2               | IJmuiden                                                |
| Hoogste windstoot (m/s) | 1974-1975         | 25,2              | De Bilt           |      | 1974                          | 32,9               | Soesterberg                                             |
| Langste zonneschijnduur (uur) | 1946, 1963        | 7,3               | De Bilt           |      | 1991 1996 1997 2001 2017 2023 | 7,5                | Twenthe Westdorpe Arcen Vlissingen Maastricht Westdorpe |
| Langste neerslagduur (uur) | 1936              | 13,2              | De Bilt           |      | 1936                          | 13,2               | De Bilt                                                 |
| Hoogste etmaalsom van de neerslag (mm) | 1951              | 15,7              | De Bilt           |      | 2007                          | 17,8               | Soesterberg                                             |
| Laagste etmaalgemiddelde relatieve vochtigheid (%) | 1972              | 59                | De Bilt           |      | 1912                          | 51                 | Maastricht                                              |
| Laagste uurwaarde luchtdruk op zeeniveau (hPa) | 2023              | 983,7             | De Bilt           |      | 2023                          | 978,5              | Eelde                                                   |
| Hoogste uurwaarde luchtdruk op zeeniveau (hPa) | 1907              | 1043,6            | De Bilt           |      | 1964                          | 1044,0             | Eelde                                                   |
| Officiële records worden altijd gemeten op het KNMI-weerstation in De Bilt. Landelijke records kunnen worden gemeten op elk officieel KNMI-weerstation in Nederland. |                   |                   |                   |      |                               |                    |                                                         |

Uitzonderlijke gebeurtenissen
- 1959 - Officieel laagste minimumtemperatuur in °C van het jaar gemeten in De Bilt: −7,6
- 2001 - Officieel laagste minimumtemperatuur in °C van het jaar gemeten in De Bilt: −9,0
- 2023 - Landelijk laagste etmaalgemiddelde relatieve vochtigheid in % van januari dit jaar gemeten in Wijk aan Zee: 61
- 2024 - Officieel laagste maximumtemperatuur in °C van het jaar gemeten in De Bilt: 0,0 (voorlopig)
- 2024 - Officieel laagste maximumtemperatuur in °C van januari dit jaar gemeten in De Bilt: 0,0 (voorlopig)

### België
Dagrecords
- 1838 - Laagste etmaalgemiddelde temperatuur −12,9 °C
- 1939 - Hoogste etmaalgemiddelde temperatuur 10,3 °C
- 1838 - Laagste minimumtemperatuur −16,3 °C
- 1939 - Hoogste maximumtemperatuur 12,7 °C
- 1894 - Hoogste etmaalsom van de neerslag 18,1 mm

Uitzonderlijke gebeurtenissen
- 1929 - Sneeuwdek van 19 cm in Ukkel.
- 1966 - Minimumtemperatuur tot −18,9 °C in Koksijde.

<< · 1 · 2 · 3 · 4 · 5 · 6 · 7 · 8 · 9 · 10 · 11 · 12 · 13 · 14 · 15 · 16 · 17 · 18 · 19 · 20 · 21 · 22 · 23 · 24 · 25 · 26 · 27 · 28 · 29 · 30 · 31 · >>